# David Frankel
David Frankel (ur. 2 kwietnia 1959 w Nowym Jorku) – amerykański reżyser, scenarzysta, aktor i producent filmowy.
Wyreżyserował m.in. Diabeł ubiera się u Prady (2006), Marley i Ja (2008), Kompania Braci (2001).